# کشتار معان
کشتار معان قتل‌عام گزارش‌شده‌ای از علویان در روستای معان سوریه در تاریخ ۹ فوریه ۲۰۱۴ بود.

## رویداد
در ۹ فوریه ۲۰۱۴، شورشیان گروه جند الاقصی به روستای علوی‌نشین معان در استان حماه حمله کرده و آن را تصرف کردند. طبق گزارش دیده‌بان حقوق بشر سوریه (SOHR)، ۲۱ غیرنظامی و ۲۰ نیروی شبه‌نظامی طرفدار دولت در این حمله کشته شدند. SOHR گزارش داد که ۱۴ نفر از کشته‌شدگان زن بودند.
دولت سوریه شمار تلفات را بسیار بالاتر اعلام کرد و در ابتدا ادعا کرد که ۴۲ غیرنظامی کشته شده‌اند و بعدها این رقم را ۶۰ نفر، که بیشترشان زن، کودک و سالمند بودند، اعلام کرد. دولت جبهه النصره را مسئول این کشتار دانست، اما گروه شورشی رقیب، احرار الشام، اعلام کرد که نیروهایش با همکاری گروه دیگری حدود ۵۰ نیروی طرفدار دولت را در این روستا کشته‌اند و دخالت جبهه النصره را رد کرد.

## پیامدها
- بان کی‌مون، دبیرکل سازمان ملل متحد، بعدها از گزارش کشته‌شدن «ده‌ها نفر» شوکه شد و خواستار محاکمه «عاملان این کشتار» شد.[۵][۶]
- این کشتار باعث شد جامعه علوی در شهرهای ترکیه از جمله هاتای، مرسین و استانبول علیه القاعده، جبهه النصره و حزب عدالت و توسعه تظاهرات کنند.[۷]
- در ۱۷ فوریه ۲۰۱۴، ارتش سوریه پس از گلوله‌باران و درگیری، معان را بازپس گرفت.[۲]